# Aurensan (Alts Pirineus)
Aurensan (en francès Aurensan) és un municipi francès situat al departament dels Alts Pirineus i a la regió d'Occitània.

## Demografia
| 1962                                       | 1968 | 1975 | 1982 | 1990 | 1999 | 2007 |
| ------------------------------------------ | ---- | ---- | ---- | ---- | ---- | ---- |
| 392                                        | 415  | 502  | 567  | 592  | 660  | 754  |
| Des de 1962: població sense dobles comptes |      |      |      |      |      |      |

## Administració
| Període   | Identitat        | Partit |
| --------- | ---------------- | ------ |
| 1995-2008 | Pierre Ramonjean | PCF    |
| 2008-     | Evelyne Ricart   |        |